# Edward Elgar
Edward William Elgar (Broadheath, 2 de junio de 1857-Worcester, 23 de febrero de 1934) fue un compositor inglés. Muchas de sus obras forman parte del repertorio clásico de concierto británico e internacional.
Aunque a menudo se lo considera un típico compositor inglés, la mayoría de las influencias musicales de Elgar no provenían de Inglaterra, sino de la Europa continental. Se sentía un extraño tanto musical como socialmente. Los círculos musicales estaban dominados por sectores académicos y él era un compositor autodidacta. En la Gran Bretaña protestante, su catolicismo era visto con recelo en ciertos sectores; y en la clasista sociedad británica victoriana y eduardiana, Elgar era muy sensible a sus orígenes humildes, incluso después de lograr reconocimiento. Se casó con Caroline Alice, hija de un alto oficial del ejército británico. Ella le inspiró tanto a nivel musical como social. No alcanzó el éxito hasta que cumplió los cuarenta años cuando, tras una serie de obras de un éxito moderado, sus Variaciones Enigma (1899) se hicieron inmediatamente populares en Gran Bretaña y el extranjero. 
Tras las variaciones compuso una obra coral, El sueño de Geronte (1900), basado en un texto católico que causó inquietud entre la clase dirigente anglicana de su país, pero se ha mantenido como una obra del repertorio central tanto británico como de otros lugares. Sus siguientes obras corales religiosas de larga duración fueron bien recibidas, pero no entraron en el repertorio regular. La primera de las marchas de Pompa y circunstancia, compuesta en 1901, es bien conocida en el mundo anglosajón como la canción «Land of Hope and Glory», con letras de A. C. Benson y común en las ceremonias de graduación de Estados Unidos. En muchos países, esta obra se utiliza como marcha nupcial en las bodas.
A sus cincuenta años compuso la Primera sinfonía y el Concierto para violín, con un amplio éxito. Lo contrario ocurrió con su Segunda sinfonía y el Concierto para violonchelo, ya que pasaron varios años hasta que fueron incorporados al repertorio. En sus últimos años, su música comenzó a considerarse atractiva, sobre todo entre el público británico.
Su valoración permaneció muy baja durante la generación posterior a su muerte. Comenzó a resurgir de manera significativa en la década de 1960, gracias a nuevas grabaciones de sus obras. En años recientes, algunas de ellas han retomado el nivel internacional, pero la mayoría sigue siendo más interpretada en Gran Bretaña que en ningún otro sitio.
Se ha descrito a Elgar como el primer compositor que se tomó en serio el uso del gramófono. Entre 1914 y 1925, dirigió una serie de grabaciones de sus obras. La introducción del micrófono en 1925 posibilitó una reproducción más fiel del sonido y Elgar realizó nuevas grabaciones de la mayoría de sus principales obras orquestales y de fragmentos de El sueño de Geronte. Dichas grabaciones fueron reeditadas en LP en la década de 1970 y en CD en la década de 1990.

## Biografía

### Primeros años

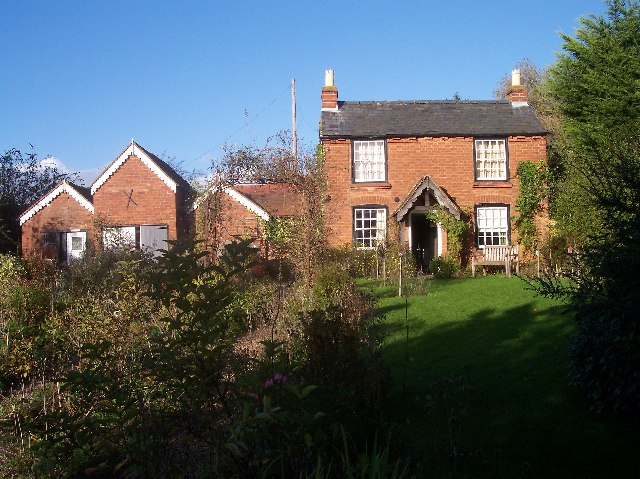
Lugar de nacimiento de Edward Elgar, ahora museo, en Broadheath, cerca de Worcester (Worcestershire, Inglaterra).

Edward William Elgar nació el 2 de junio de 1857 en la pequeña localidad inglesa de bajo Broadheath, a las afueras de Worcester, en el condado de Worcestershire. Su padre, William Henry Elgar (1821-1906), se crio en Dover y había sido aprendiz de un editor de música de Londres. En 1841, William se trasladó a Worcester, donde trabajó como afinador de pianos y estableció una tienda de venta de partituras e instrumentos musicales. En 1848 se casó con Ann Greening (1822-1902), hija de un trabajador agrícola. Edward fue el cuarto de los siete hijos del matrimonio. Poco antes de su nacimiento, su madre se había convertido al catolicismo, por lo que el niño fue bautizado y criado en esa religión, con la desaprobación de su padre. William Elgar era un violinista de nivel profesional y, de 1846 a 1885, ocupó el cargo de organista de la iglesia católica de San Jorge de Worcester. Gracias a su iniciativa, se escucharon por primera vez en el Festival de Tres Coros las misas de Luigi Cherubini y Johann Nepomuk Hummel, interpretadas por la orquesta en la que tocaba el violín. Todos sus hijos recibieron una educación musical. A la edad de ocho años, Edward recibía lecciones de piano y violín, y su padre, que afinaba pianos en muchas casas importantes de Worcestershire, a veces lo llevaba con él, dándole así la oportunidad de mostrar su habilidad frente a figuras locales influyentes.

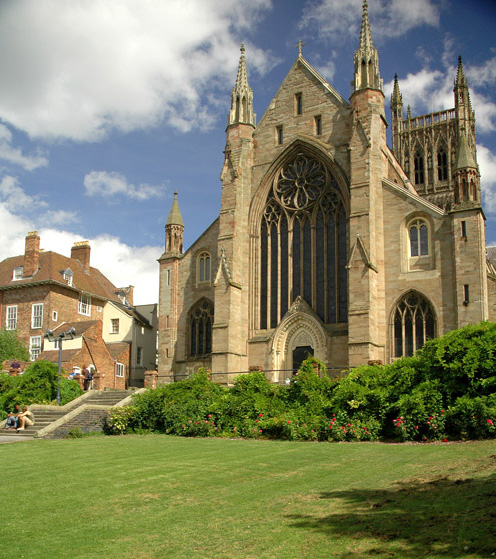
Elgar afirmó que obtuvo sus primeros conocimientos musicales entre los ocho y diez años de edad de los libros prestados de la biblioteca musical de la Catedral de Worcester.

Su madre estaba interesada en las artes y alentó su desarrollo musical. De ella heredó su exigente gusto literario y un amor apasionado por el campo. Su amigo y biógrafo William Henry Reed escribió que el ambiente de su infancia había tenido una influencia que «impregnó toda su obra y dio a toda su vida una sutil pero no menos auténtica y fuerte cualidad inglesa». Con solo diez años compuso la música para una obra de teatro escrita e interpretada por sus hermanos, música que cuarenta años más tarde reorganizaría, con cambios menores, y sería orquestada como las suites tituladas La varita de la juventud (The Wand of Youth).
Hasta los quince años, Elgar recibió una educación general en la escuela Littleton House, cerca de Worcester. Su única formación musical formal, aparte de las lecciones de piano y violín con profesores locales, fue el estudio de violín con Adolf Pollitzer, durante breves visitas a Londres entre 1877 y 1878. Elgar afirmó «obtuve mis primeros conocimientos musicales en la Catedral [...] de libros prestados de la biblioteca musical, cuando tenía ocho, nueve o diez años». Conoció la interpretación del órgano a través de manuales de interpretación y leyó todos los libros que pudo encontrar sobre teoría musical. Después afirmó que le habían sido de gran ayuda los artículos de Hubert Parry en el Grove Dictionary of Music and Musicians. Comenzó a aprender alemán, con la esperanza de ir al Conservatorio de Leipzig para continuar sus estudios, pero su padre no podía pagarle la estancia allí. Años más tarde, una reseña en The Musical Times consideró que el viaje frustrado a Leipzig fue un hecho afortunado para su desarrollo musical: «Así, el compositor en ciernes escapó del dogmatismo de las escuelas». Sin embargo, para Elgar fue una decepción no ir a Leipzig tras terminar la escuela en 1872, sino a la oficina de un abogado local para trabajar de empleado. No encontró placer en la carrera de oficinista y, para sentirse realizado, recurrió no solo a la música sino también a la literatura y se convirtió en un lector voraz. Aproximadamente en esa época, realizó su primera aparición pública como violinista y organista.

### Comienzos de su carrera musical

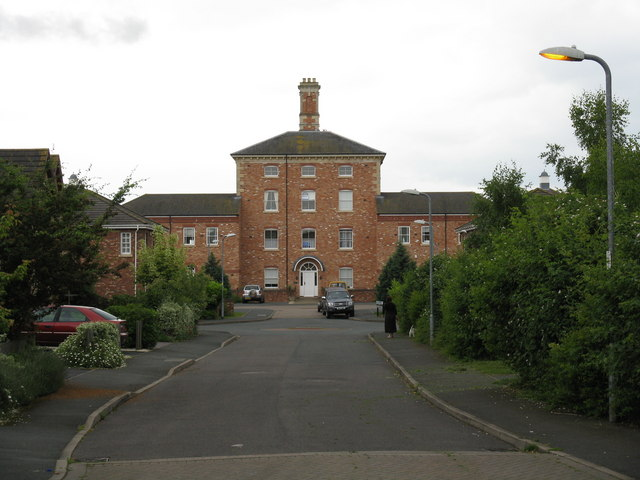
Con veintidós años asumió el cargo de director de la banda de los guardas en el Asilo psiquiátrico de Powick.

Después de unos meses, Elgar dejó el despacho del abogado para iniciar su carrera musical, dando clases de piano y violín y trabajando de vez en cuando en la tienda de su padre. Fue un miembro activo del Glee Club de Worcester, junto con su padre, y acompañó a cantantes, tocando el violín, componiendo y arreglando las obras, y dirigiéndolas por primera vez. Pollitzer creía que, como violinista, Elgar tenía el potencial para ser uno de los solistas más importantes del país, pero el propio compositor, después de escuchar a los principales virtuosos en los conciertos de Londres, sentía que su forma de tocar el violín carecía del tono suficiente y abandonó su objetivo de convertirse en solista. A los veintidós años asumió el cargo de director de la banda de los guardas en el Asilo psiquiátrico de Powick, a cinco kilómetros al sudoeste de Worcester. La banda estaba formada por un flautín, una flauta, un clarinete, dos cornetas, un bombardino, tres o cuatro violines primeros y otros tantos segundos, una viola ocasional, un violonchelo, un contrabajo y un piano. Instruyó a los intérpretes y escribió y arregló música, incluyendo cuadrillas y polcas, para la inusual combinación de instrumentos de la banda. The Musical Times escribió: «Esta experiencia práctica demostró ser de gran valor para el joven músico. [...] Adquirió un conocimiento práctico de las capacidades de los diferentes instrumentos. [...] Llegó a conocer íntimamente el tono del color, los detalles de estos y muchos otros instrumentos». Ocupó el cargo durante cinco años, a partir de 1879, viajando a Powick una vez por semana. Otro cargo que ocupó en sus primeros años fue el de profesor de violín en el Colegio de Worcester para hijos ciegos de caballeros. Algunas de las piezas (danzas) para la orquesta del colegio fueron redescubiertas en 1996 e interpretadas en la localidad desde esa fecha.
Aunque más bien solitario e introspectivo por naturaleza, Elgar prosperó en los círculos musicales de Worcester. Tocó entre los primeros violines en los Festivales de Worcester y Birmingham, y para él fue una gran experiencia interpretar la Sinfonía n.º 6 y el Stabat Mater de Dvořák bajo la dirección del compositor. Elgar se sintió emocionado por la orquestación de Dvořák y estuvo influenciado por él durante más de una década. Elgar solía tocar el fagot en un quinteto de viento, junto a su hermano Frank, un oboista (y director de orquesta que dirigía su propia banda de música). Elgar preparó para el quinteto numerosas piezas de Mozart, Beethoven, Haydn y otros,  perfeccionando sus habilidades de organización y de composición.
En sus primeros viajes al extranjero, Elgar visitó París en 1880 y Leipzig en 1882. Escuchó a Saint-Saëns tocar el órgano en la iglesia de la Madeleine y asistió a conciertos de orquestas de primer nivel. En 1882 escribió, «Recibí una dosis suficiente de Schumann (¡mi ideal!), Brahms, Rubinstein y Wagner, por lo que no tenía motivos para quejarme». En Leipzig visitó a una amiga, Helen Weaver, que era estudiante del Conservatorio de la ciudad. Se comprometieron en el verano de 1883, pero por razones desconocidas rompieron su relación al año siguiente. Elgar se afligió mucho, y es probable que algunas de sus últimas dedicatorias crípticas en música romántica aludan a Helen y a sus sentimientos por ella. En 1887, tres años después de romper su compromiso, Elgar compuso un pequeño Dueto para trombón y contrabajo como regalo de bodas para el hermano de Helen, Frank Weaver, zapatero y contrabajista aficionado. Sus amigas cercanas fueron una constante fuente de inspiración durante toda su vida: a Helen Weaver la siguieron Mary Lygon, Dora Penny, Julia Worthington, Alice Stuart Wortley y finalmente Vera Hockman, quien amenizó sus últimos años.
En 1883, como miembro habitual de la orquesta para la temporada invernal de conciertos de W. C. Stockley en Birmingham, Elgar participó en la representación de una de sus primeras obras para orquesta completa, la Sérénade mauresque. Stockley lo había invitado para dirigir una pieza pero, como Stockley recordó más tarde, «se negó y, además, insistió en tocar en su lugar en la orquesta. A consecuencia tuvo que aparecer, violín en mano, para aceptar el aplauso genuino y caluroso de la audiencia». A menudo iba a Londres en un intento por publicar sus obras, pero en ese periodo de su vida estuvo con frecuencia abatido y con carencias económicas. Escribió a un amigo en abril de 1884, «Mis perspectivas son tan desesperantes como siempre [...] creo que no estoy falto de energía, así que a veces llego a la conclusión de que es por falta de habilidad [...] No tengo dinero, ni un céntimo». Durante años fue asistente de su padre como organista de la iglesia de San Jorge de Worcester y lo sucedió durante cuatro años desde 1885. Durante dicho periodo escribió sus primeras obras litúrgicas siguiendo la tradición católica, comenzando con tres motetes Op. 2 (1887) para coro de cuatro partes (Ave Verum Corpus, Ave Maria y Ave Maris Stella) y seguido por unos arreglos de Ecce sacerdos magnus para la entrada del obispo en una vista oficial a San Jorge en 1888; los cuatro permanecen en el repertorio coral eclesiástico.

### Matrimonio

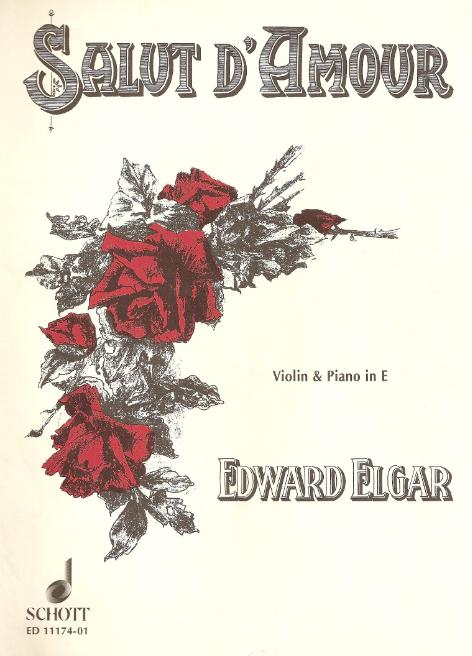
El regalo de bodas de Elgar a su esposa Alice fue una pequeña pieza para piano y violín titulada Salut d'Amour.

Tenía veintinueve años cuando empezó a dar clases de música a una nueva alumna, Caroline Alice Roberts, nueve años mayor que Elgar, hija de un general, Henry Roberts, y autora de algunas obras de poesía y prosa de ficción. Ambos contrajeron matrimonio tres años después en contra de los deseos de la familia de ella. Michael Kennedy, biógrafo de Elgar, afirma que «La familia de Alice estaba horrorizada por su intención de casarse con un músico desconocido que trabajaba en una tienda y era católico. Fue desheredada». Se casaron el 8 de mayo de 1889, en el Oratorio Brompton. Desde entonces hasta su muerte ella actuó como su representante y secretaria, capeando sus cambios de estado de ánimo y siendo una perspicaz crítica musical. Hizo todo lo posible para que su marido obtuviera la atención de la influyente sociedad, aunque con éxito limitado. Con el tiempo aprendió a aceptar los honores que su esposo recibía, dándose cuenta de que eran más importantes que ella y su clase social y reconociendo lo que había abandonado para seguir su carrera. En su diario escribió, «el cuidado de un genio es suficiente trabajo de por vida para cualquier mujer». Como regalo de bodas, Elgar le dedicó la breve pieza para violín y piano Salut d'Amour. Con el apoyo de Alice, la pareja se trasladó a Londres para estar más cerca de la vida musical británica, y Elgar comenzó a componer para ganarse el sustento. Su única hija, Carice Irene, nació en su casa en West Kensington el 14 de agosto de 1890. Su nombre, revelado en la dedicatoria de Elgar en Salut d'Amour, fue una contracción de los nombres de su madre, Caroline y Alice.
Elgar aprovechó la estancia en Londres para escuchar música poco conocida. En esa época, anterior a la aparición de las partituras reducidas y las grabaciones, no era fácil para los jóvenes compositores conocer la nueva música. Los conciertos de The Crystal Palace le brindaron esta oportunidad: junto a Alice, asistía a ellos todos los días y pudo escuchar música de compositores muy diferentes. Entre ellos estaban maestros de la orquestación de los que aprendió mucho, como Berlioz y Wagner. Sin embargo, sus propias composiciones causaron poco impacto en la escena musical londinense. August Manns dirigió la versión orquestal de Elgar de Salut d'Amour y la Suite en re en The Crystal Palace. Dos editores aceptaron algunas piezas para violín de Elgar, voluntarios para órgano y partsongs. Algunas tentadoras oportunidades parecían estar al alcance, pero desaparecieron de forma inesperada. Por ejemplo, retiraron en el último segundo una oferta de la Royal Opera House para interpretar algunas de sus obras, cuando Arthur Sullivan llegó sin previo aviso para ensayar algunas de sus propias obras. Sullivan se horrorizó cuando Elgar más tarde le contó lo sucedido. El único encargo importante que recibió Elgar durante su estancia en Londres provino de su ciudad natal: el Comité de Festival de Worcester lo invitó a componer una obra orquestal corta para el Three Choirs Festival de 1890. Diana McVeagh la describe en Grove Dictionary of Music and Musicians como «su primera gran obra, la segura y sin inhibiciones [Obertura] Froissart». Elgar dirigió la primera representación en Worcester, en septiembre de 1890. A falta de otro trabajo, se vio obligado a salir de Londres en 1891 y volver con su esposa e hija a Worcestershire, donde podía ganarse la vida dirigiendo los conjuntos musicales locales e impartiendo clases. Se establecieron en la ciudad donde anteriormente vivía Alice, Great Malvern.

### Reputación creciente
Durante la década de 1890, creció gradualmente la reputación de Elgar como compositor, en especial de obras para los grandes festivales corales de Midlands. The Black Knight (El caballero negro, 1892) y King Olaf (El rey Olaf, 1896), ambas inspiradas en la obra de Henry Wadsworth Longfellow, The Light of Life (La luz de la vida) y Caractacus (Carataco) fueron éxitos modestos, pero le valieron que Novello and Co. publicara sus trabajos por largo tiempo. Entre las obras de esa década también se incluyen Serenata para cuerdas (1892) y Tres danzas bávaras (1897). Elgar adquirió la suficiente importancia a nivel local como para recomendar al joven Samuel Coleridge-Taylor en el Three Choirs Festival para que realizara una pieza de concierto, hecho que ayudó a establecer la carrera de este compositor. Elgar fue captando la atención de críticos destacados, pero sus críticas eran más amables que entusiastas. A pesar de que lo demandaban como compositor de festivales, apenas se sustentaba económicamente y se sentía poco apreciado. En 1898, dijo que estaba «con el corazón destrozado por la música» y expresó la esperanza de encontrar una manera de tener éxito con una obra mayor. Su amigo August Jaeger intentó levantarle el ánimo: «Un día de ataque de depresión [...] no ahuyentará tu deseo, tu necesidad, que es ejercer aquellas facultades creativas que una providencia benévola te ha dado. Tu tiempo de reconocimiento universal llegará».
En 1899, a la edad de 42 años, escribió su primera gran obra orquestal, las Variaciones Enigma, estrenadas en Londres bajo la dirección del eminente director alemán Hans Richter. Según las palabras del propio Elgar, «he esbozado una serie de variaciones sobre un tema original. Las Variaciones me han divertido, porque las he llamado por los apodos de mis amigos [...] es decir, he escrito cada una de las variaciones para
representar el carácter de cada parte (la persona) [...] y he escrito lo que creo que hubieran escrito si fuesen lo suficientemente asnos como para componer». Dedicó la obra «A mis amigos retratados». Probablemente la variación más conocida sea «Nimrod», que representa a Jaeger. Consideraciones puramente musicales llevaron a Elgar a omitir las variaciones que representaban a Arthur Sullivan y Hubert Parry, cuyos estilos intentó pero no pudo incorporar en las variaciones. La obra fue recibida con una aclamación general, por su originalidad, encanto y destreza, y posicionó a Elgar como el compositor británico más prominente de su generación.

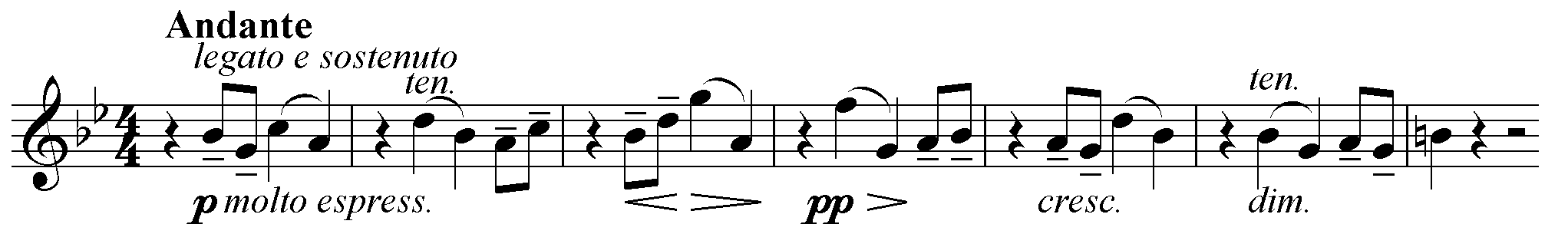
Tema de las Variaciones Enigma.

La obra se titula formalmente Variaciones sobre un tema original (Enigma). La palabra «enigma» aparece en los primeros seis compases de la obra, lo que llevó a la versión familiar del título. El enigma consiste en que, a pesar de las catorce variaciones del tema original, existe otro «tema general» (el tema enigmático), jamás identificado por Elgar y que, según este, «recorre la obra entera» pero nunca se percibe. Varios comentaristas observan que aunque Elgar es recordado como un compositor inglés característico, su música orquestal tiene muchos puntos en común con la tradición musical de Europa central, tipificada en aquel tiempo por Richard Strauss. Las Variaciones Enigma fueron muy bien recibidas en Alemania e Italia y se mantienen en la actualidad como un elemento básico de conciertos en todo el mundo.

### Fama y reconocimiento nacional e internacional

#### El sueño de Geronte

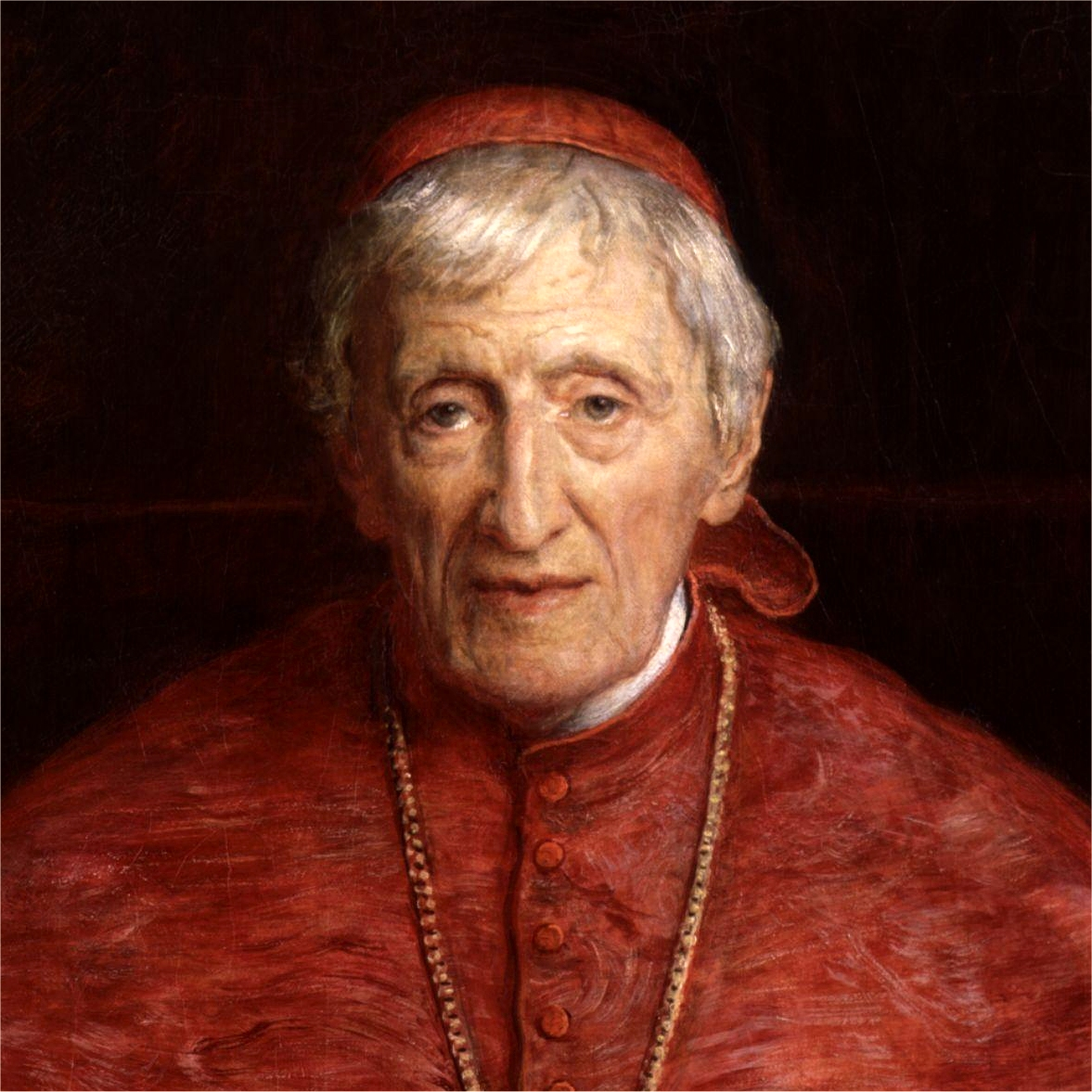
El cardenal John Henry Newman fue el autor de los poemas El sueño de Geronte, que inspiró la obra homónima de Elgar.

Basil Maine, biógrafo del compositor, comentó que «cuando sir Arthur Sullivan falleció en 1900 se hizo patente para muchos que Elgar, aunque era un compositor en ciernes, era el verdadero sucesor del primer músico del país». Se esperaba con expectación su siguiente obra. Adaptó el poema del cardenal John Henry Newman El sueño de Geronte en un oratorio con el mismo nombre para solista, coro y orquesta que presentó en el Festival Trienal de Música de Birmingham de 1900. Richter dirigió el estreno, que se vio empañado por la poca preparación de los intérpretes del coro, que cantaron mal. Elgar estaba profundamente deprimido, pero los críticos reconocieron en la obra su maestría a pesar de los defectos de la representación.
Fue interpretada en Düsseldorf en 1901 y otra vez en 1902, dirigida por Julius Buths, que también dirigió el estreno europeo de sus Variaciones Enigma en 1901. La obra alcanzó prestigio en poco tiempo. Todavía hoy es recordada como una de las mejores de Elgar y uno de los más bellos ejemplos de música coral inglesa. La prensa alemana se mostró entusiasmada. Cologne Gazette afirmó, «En ambas partes nos encontramos con bellezas de valor imperecedero [...] Elgar se sostiene sobre los hombros de Berlioz, Wagner y Liszt, de cuya influencia se ha liberado para convertirse en una individualidad importante. Es uno de los líderes del arte musical de los tiempos modernos». Düsseldorfer Volksblatt escribió, «¡Una primera representación memorable y que marca época! Desde los días de Liszt no se ha producido nada en la forma del oratorio [...] que consiga la grandeza e importancia de esta cantata sacra».
Richard Strauss, considerado el principal compositor vivo, estaba impresionado y en presencia de Elgar le propuso un brindis por el éxito del «primer músico progresista inglés, Meister Elgar». Siguieron representaciones en Viena, París y Nueva York,  Según Kennedy, «es incuestionablemente la obra británica más grande en forma de oratorio [...] [que] ha abierto un nuevo capítulo en la tradición coral inglesa y liberado de la obsesión händeliana». El sueño de Geronte pronto fue igualmente admirada en Gran Bretaña.
Elgar, como católico, estaba conmovido por el poema de Newman sobre la muerte y la redención de un pecador, pero algunos miembros influyentes de la clase dirigente anglicana discrepaban. Su compañero Charles Villiers Stanford se quejó de que la obra «olía a incienso». El deán de Gloucester prohibió la obra en su catedral en 1901 y, el año siguiente, en Worcester, el deán propuso expurgar la obra antes de permitir su representación.

#### Pompa y circunstancia

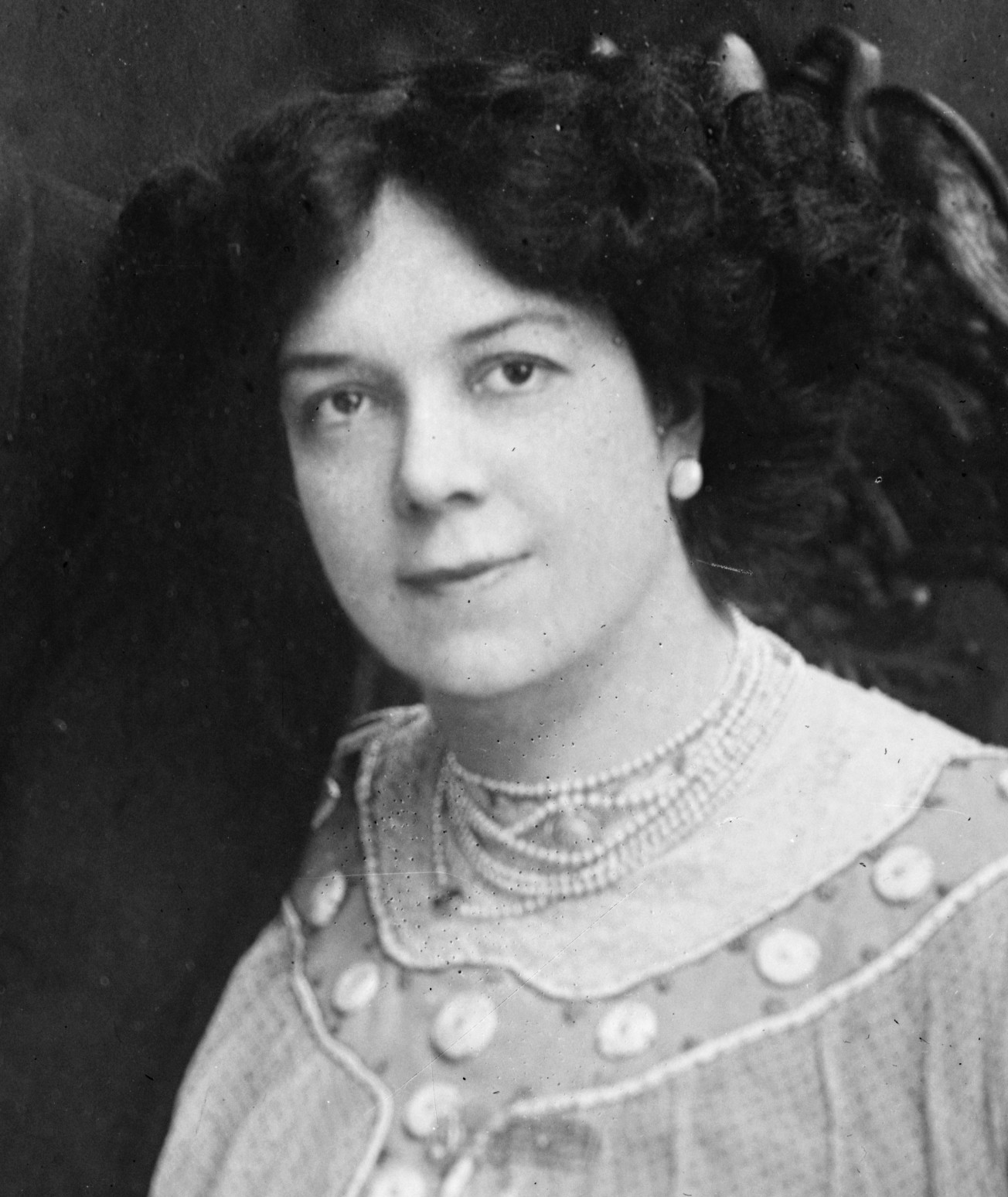
Clara Butt fue la primera intérprete en cantar Land of Hope and Glory.

Elgar es principalmente conocido por las marchas de Pompa y circunstancia, compuestas entre 1901 y 1930. Estas obras son muy célebres debido a su tradicional interpretación en la última noche de los Proms. Cuando se le ocurrió el tema más lento de la sección central de la primera marcha (técnicamente llamado «trío»), le dijo a su amiga Dora Penny: «Tengo una melodía que los dejará pasmados». El 1 de marzo de 1901 se interpretó en un concierto Promenade en Londres, dirigido por Henry J. Wood, quien más tarde escribió que el público «se levantó y gritó [...] la primera y única vez en la historia que se le concedió un bis doble en los conciertos Promenade a una pieza para orquesta».
Poco después de haberlas compuesto, se le pidió que agregara a la primera marcha el texto de A. C. Benson Oda a la coronación con motivo de la coronación del rey Eduardo VII para un concierto de gala en la Royal Opera House en junio de 1901. Con la aprobación del rey, Elgar comenzó a trabajar. La contralto Clara Butt lo convenció para que adaptara las palabras de Benson al extenso tema que forma el trío de la primera marcha y Elgar pidió al poeta que ampliara el texto para permitirle incluirlo en la obra. El compositor incorporó la nueva versión vocal en la Oda. Los editores de la partitura se percataron del gran potencial de la pieza vocal, «Land of Hope and Glory» («Tierra de gloria y esperanza»), y pidieron a ambos autores que hicieran una nueva revisión para publicar la pieza como una canción por separado. Fue muy popular y se la considera el himno no oficial británico. También se conoce la obra como «la marcha de graduación» y desde 1905 se usa en Estados Unidos en la ceremonia de graduación en las universidades y escuelas secundarias.
En marzo de 1904, tuvo lugar en Covent Garden un festival de tres días de duración en el que se interpretaron de manera exclusiva obras de Elgar, un honor que nunca antes había alcanzado ningún compositor inglés. The Times comentó: «Si alguien hubiera pronosticado hace cuatro o cinco años que la Royal Opera House se llenaría del suelo al techo para la representación de un oratorio de un compositor inglés, probablemente habría sido catalogado como loco». El rey y la reina asistieron a su primer concierto, en el que Richter dirigió El sueño de Geronte, y regresaron la noche siguiente al segundo, el estreno en Londres de Los Apóstoles (escuchada por primera vez el año anterior en el Festival de Birmingham). El concierto final del festival, dirigido por el propio compositor, fue principalmente orquestal, además de contener un extracto de la cantata Caractacus y la representación completa del ciclo de canciones Sea Pictures, interpretadas por Clara Butt. Los elementos orquestales fueron la Obertura Froissart, las Variaciones Enigma, Cockaigne, las dos primeras (en ese momento las dos únicas) marchas de Pompa y circunstancia y el estreno de una nueva obra orquestal, In the South (Alassio), inspirada en unas vacaciones en Italia.

#### Nombramiento como caballero

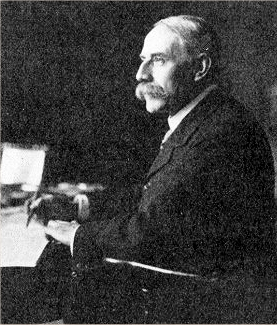
Elgar en 1912.

Elgar fue nombrado caballero en el Palacio de Buckingham el 5 de julio de 1904. Al mes siguiente, se trasladó junto con su familia a Plâs Gwyn, una gran casa a las afueras de Hereford, con vistas al río Wye, donde vivieron hasta 1911. Entre 1902 y 1914, Elgar alcanzó, en palabras de Kennedy, el cenit de la popularidad. Realizó cuatro visitas a Estados Unidos, incluyendo una gira como director de orquesta, en la que obtuvo importantes ingresos monetarios por la interpretación de su música. En 1905, fue nombrado profesor de música de la Universidad de Birmingham, cargo que ocupó hasta 1908. Había aceptado el puesto a regañadientes, ya que creía que un compositor no debía dirigir una escuela de música. No estaba a gusto en el papel y sus conferencias causaron controversia, debido a sus ataques a los críticos y a la música inglesa en general. Según decía:

Vulgarity in the course of time may be refined. Vulgarity often goes with inventiveness... but the commonplace mind can never be anything but commonplace. An Englishman will take you into a large room, beautifully proportioned, and will point out to you that it is white – all over white – and somebody will say, 'What exquisite taste'. You know in your own mind, in your own soul, that it is not taste at all, that it is the want of taste, that is mere evasion. English music is white, and evades everything.
La vulgaridad puede ser refinada con el transcurso del tiempo. La vulgaridad a menudo pasa por ingenio [...] pero la mente corriente no puede ser otra cosa que corriente. Un inglés le llevará a una habitación grande, bien proporcionada y le señalará a usted que es de color blanco -todo blanco- y alguien dirá: "¡Qué gusto exquisito!" Usted sabe en su propia mente, en su propia alma, que no es en absoluto de buen gusto, que es la falta de gusto, que es la evasión simple. La música inglesa es blanca y lo evade todo.

Lamentó la controversia y le alegró ceder el cargo a su amigo Granville Bantock en 1908. La Universidad tiene un archivo de cartas escritas por Elgar. La nueva vida como celebridad tuvo pros y contras para el excitable Elgar, que vio su vida privada interrumpida y a menudo tuvo problemas de salud. En 1903, se quejó a Jaeger, «Mi vida es un continuo abandono de las pequeñas cosas que me encantan». Tanto W. S. Gilbert como Thomas Hardy buscaron la colaboración de Elgar en esta década. Elgar se negó, pero habría colaborado con George Bernard Shaw si este hubiera estado dispuesto a ello.

#### Otras obras

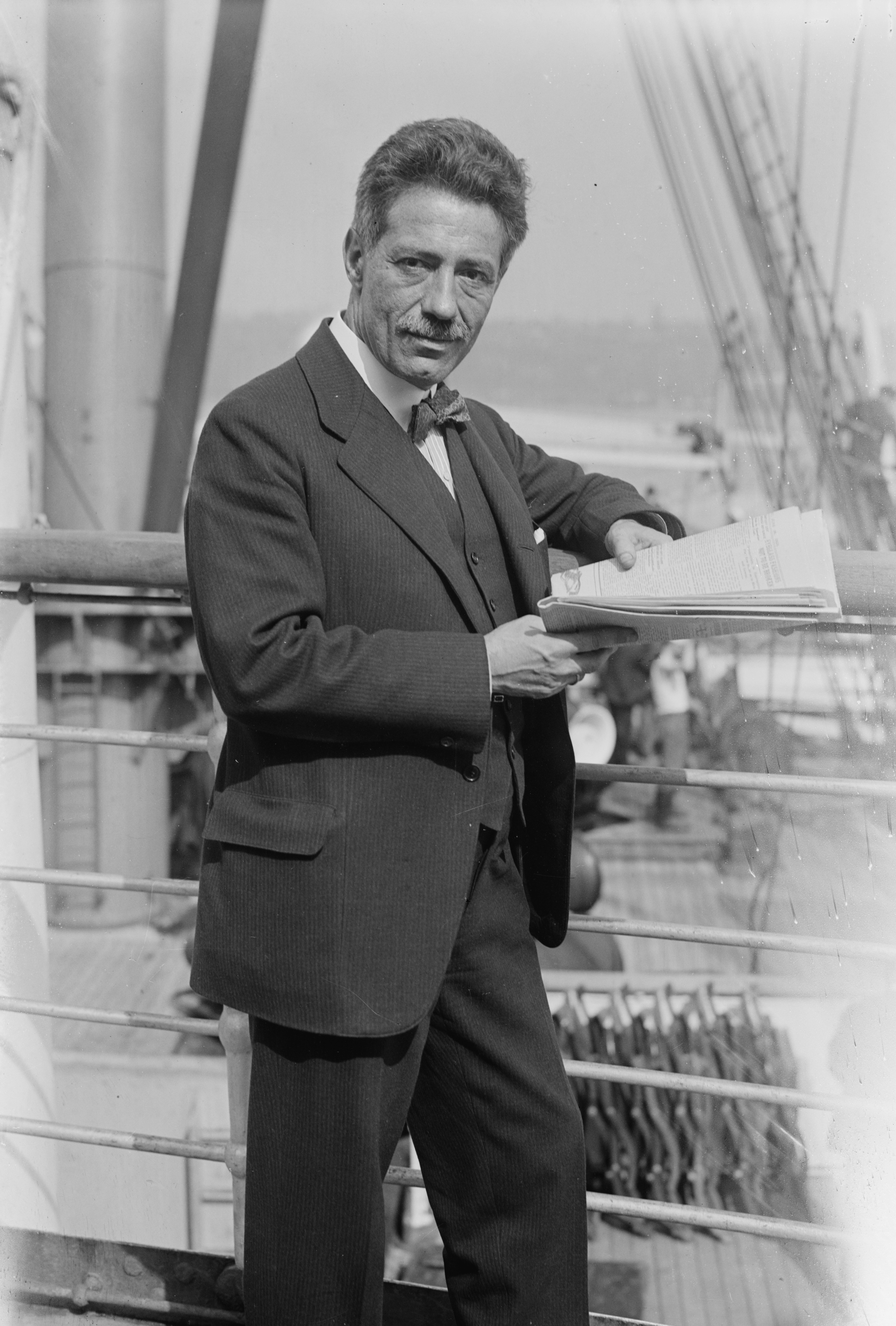
Fritz Kreisler encargó la composición del Concierto para violín (1910).

Su principal composición en 1905 fue la Introducción y Allegro para cuerdas, dedicada a Samuel Sanford, profesor de la Universidad de Yale. Elgar visitó Estados Unidos en ese año para dirigir su música y para aceptar un doctorado de Yale. Su siguiente obra a gran escala fue la secuela de Los Apóstoles, el oratorio El reino (1906). Tuvo una buena recepción, pero no atrajo el interés del público como El sueño de Geronte. Los aficionados a su música, sin embargo, en ocasiones prefieren El reino a las obras anteriores: Frank Schuster, amigo de Elgar, le dijo al joven Adrian Boult: «en comparación con El reino, El sueño de Geronte es la obra de un aficionado novato». Cuando se acercaba a su quincuagésimo cumpleaños, empezó a trabajar en su primera sinfonía, un proyecto que había tenido en mente, en varias formas, durante casi diez años. Su Primera sinfonía (1908) fue un éxito tanto nacional como internacional. Pocas semanas después del estreno se interpretó en Nueva York, con Walter Damrosch como director; en Viena, bajo la batuta de Ferdinand Löwe; en San Petersburgo, a cargo de Aleksandr Ziloti; y en Leipzig, con Arthur Nikisch. Hubo actuaciones en Roma, Chicago, Boston, Toronto y quince ciudades y pueblos británicos. En poco más de un año, se escuchó en un centenar de actuaciones en Gran Bretaña, Estados Unidos y Europa continental.
Fritz Kreisler, un violinista internacionalmente famoso en esa época, le encargó la composición del Concierto para violín. Elgar lo escribió durante el verano de 1910, con la ayuda ocasional del violinista W. H. Reed, director de la Orquesta Sinfónica de Londres, que lo asesoró en aspectos técnicos. Elgar y Reed entablaron una gran amistad, que duró el resto de la vida del compositor. La biografía que realizó Reed, Elgar As I Knew Him (1936), recoge muchos detalles de los métodos de composición de Elgar. La Royal Philharmonic Society presentó la obra, con Kreisler y la London Symphony Orchestra, dirigida por el propio compositor. Reed recordó: «el Concierto resultó ser un completo éxito, el concierto, una ocasión inolvidable y brillante». Tan grande fue el impacto del concierto que el rival de Kreisler, Eugène Ysaÿe, pasó mucho tiempo con Elgar repasando la obra. Hubo una gran decepción cuando dificultades contractuales impidieron que Ysaÿe lo interpretara en Londres.
El Concierto para violín fue el último triunfo popular de Elgar. Al año siguiente presentó su Segunda sinfonía en Londres, pero su acogida lo decepcionó. A diferencia de la Primera sinfonía, esta no termina en un estallido de esplendor orquestal, sino en silencio y de manera contemplativa. Reed, que participó en el estreno, escribió más tarde que Elgar se presentó en la tarima varias veces para agradecer los aplausos, «pero extrañó esa nota inconfundible que se percibe cuando el público, incluso el público inglés, está absolutamente entusiasmado y exaltado, como lo había estado después del Concierto para violín o la Primera sinfonía». Elgar le preguntó a Reed, «¿Qué les pasa, Billy? Están sentados como cerdos rellenos». La obra fue, según los parámetros normales, un éxito, con veintisiete actuaciones en los tres años posteriores a su estreno, pero no alcanzó el «furor» internacional de la Primera sinfonía.
En junio de 1911, obtuvo la Orden del Mérito, como parte de los actos que rodearon la ceremonia de coronación de Jorge V, un honor reservado a veinticuatro titulares. Al año siguiente, se trasladó con su familia a Londres, a una casa grande en los jardines Netherhall, en Hampstead, diseñada por Norman Shaw. Allí compuso sus dos últimas grandes obras de la época anterior a la Primera Guerra Mundial, la oda coral The Music Makers (para el Festival de Birmingham de 1912) y el estudio sinfónico Falstaff (para el Festival de Leeds de 1913). Ambas fueron recibidas con cortesía pero sin entusiasmo. Incluso Landon Ronald, el director de orquesta a quien estaba dedicada la segunda, confesó en privado que no podía «entender un pepino», aunque el musicólogo Percy Scholes escribió de Falstaff que era una «gran obra», pero «teniendo en cuenta la apreciación del público, un relativo fracaso».

### El periodo de la Primera Guerra Mundial
Cuando estalló la Primera Guerra Mundial, Elgar se horrorizó ante la perspectiva de la carnicería que se podía producir pero, no obstante, sus sentimientos patrióticos se despertaron. Compuso «A Song for Soldiers» («Una canción para soldados»), que más tarde abandonó. Se inscribió como agente especial de la policía local y más tarde se unió a la Reserva de Voluntarios de Hampstead del ejército. Compuso obras patrióticas como Carillon, un recitado para recitador y orquesta en honor de Bélgica, y Polonia, una pieza orquestal en honor del país homónimo. «Land of Hope and Glory» se volvió aún más popular de lo que era y Elgar deseó en vano que esa melodía tuviera otras palabras, menos nacionalistas.
Otras composiciones de Elgar durante la Guerra incluyen música incidental para la obra infantil The Starlight Express (1915), un ballet, The Sanguine Fan (1917), y The Spirit of England (1915-17, sobre poemas de Laurence Binyon), tres arreglos corales de carácter muy diferente del patriotismo romántico de sus primeros años. Su última composición a gran escala de los años de la Guerra fue The Fringes of the Fleet, que es un arreglo de versos de Rudyard Kipling, interpretada con gran éxito popular en todo el país hasta que el escritor, por razones inexplicables, se opuso a su ejecución en teatros. Elgar dirigió una grabación de la obra para la Gramophone Company.
Hacia el final de la Guerra, Elgar estaba mal de salud. Su esposa pensó que lo mejor era que se fuese a la campiña, por lo que alquiló Brinkwells, una casa cerca de Fittleworth en Sussex Occidental, propiedad del pintor Rex Vicat Cole. Allí Elgar recuperó fuerzas y, entre 1918 y 1919, produjo cuatro grandes obras. Las tres primeras eran piezas de cámara: la Sonata para violín en mi menor, el Quinteto con piano en la menor y el Cuarteto de cuerda en mi menor. Al escuchar las obras en progreso, Alice Elgar escribió en su diario, «E. escribiendo música nueva y maravillosa». Las tres obras fueron bien recibidas. The Times publicó: «La Sonata de Elgar contiene mucho de lo que ya hemos escuchado antes en otras formas pero, como no queremos para nada que él cambie y sea otro, así es como debe ser». El Cuarteto y el Quinteto se estrenaron en el Wigmore Hall el 21 de mayo de 1919. The Manchester Guardian escribió: «Este cuarteto, con su tremendo clímax, refinamientos curiosos de ritmos de danza y simetría perfecta; y el quinteto, más lírico y apasionado, son ejemplos tan perfectos de música de cámara como los grandes oratorios lo eran de su género»
Por el contrario, la cuarta obra, el Concierto para violonchelo en mi menor, tuvo un estreno desastroso en el concierto inaugural de la temporada de la Orquesta Sinfónica de Londres en octubre de 1919. Aparte de la obra de Elgar, que él mismo dirigió, el resto del programa fue dirigido por Albert Coates, que extendió su tiempo de ensayo en detrimento del de Elgar. Alice Elgar escribió: «ese rufián bruto, egoísta y maleducado [...] ese bruto de Coates siguió ensayando». Ernest Newman, crítico de The Observer, escribió: «Han circulado rumores durante la semana acerca de que no había habido suficiente ensayo. Cualquiera que sea la explicación, la triste realidad es que nunca, con toda probabilidad, una orquesta tan grande dio tan lamentable espectáculo [...] La obra en sí es algo precioso, muy simple —esa elocuente simplicidad que ha adquirido la música de Elgar en el último par de años— pero con una profunda sabiduría y belleza que subyacen esa simplicidad». Elgar no culpó al solista, Felix Salmond, quien tocó con él más adelante. En contraste con el centenar de presentaciones de la Primera sinfonía en poco más de un año, el Concierto para violonchelo no volvió a tocarse en Londres sino hasta pasado más de un año.

### El fallecimiento de su esposa

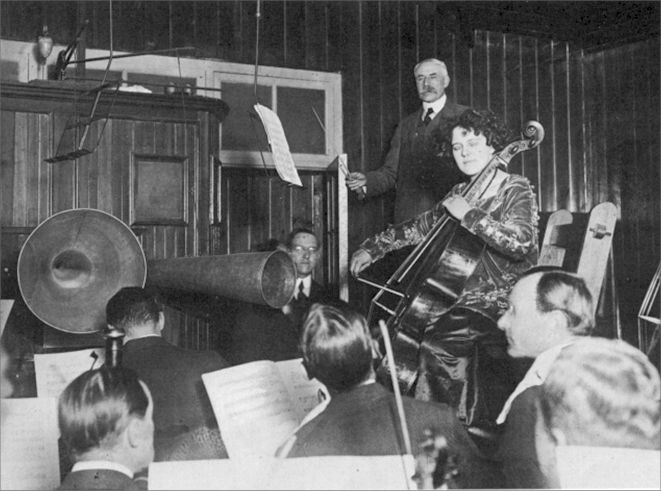
Edward Elgar junto a la violonchelista Beatrice Harrison durante una grabación del Concierto para violonchelo en noviembre de 1920.

Aunque en la década de 1920 la música de Elgar ya no estaba de moda, sus admiradores seguían presentando sus obras cuando era posible. Reed señala una representación de la Segunda sinfonía en marzo de 1920 dirigida por «un joven casi desconocido para el público», Adrian Boult, por traer «la grandeza y la nobleza de la obra» para un público más amplio. También en 1920, Landon Ronald presentó un concierto de Elgar en el Queen's Hall. Alice Elgar escribió con entusiasmo acerca de la acogida de la sinfonía, pero esta fue una de las últimas veces que escuchó la música de su marido tocada en público. Después de una corta enfermedad, murió de cáncer de pulmón, el 7 de abril de 1920, a la edad de setenta y dos años. En los años siguientes a este suceso dramático, Elgar compuso ya pocas piezas importantes.
Elgar quedó desolado por la pérdida de su esposa. Sin la demanda pública de obras nuevas y privado del apoyo constante y la inspiración de Alice, dejó a un lado la composición. Su hija escribió más tarde que Elgar heredó de su padre una renuencia a «ponerse seriamente a trabajar a mano, pero con alegría podía pasar horas en alguna empresa perfectamente innecesaria y sin ninguna remuneración», un rasgo que se hizo más fuerte después de la muerte de su esposa. Así Elgar se complacía en aficiones varias. Siempre fue un químico aficionado y en ocasiones usó un laboratorio en su jardín trasero. Le gustaba el fútbol y apoyó al Wolverhampton Wanderers FC, para quien compuso un himno, «He Banged the Leather for Goal», y en sus últimos años solía asistir a las carreras de caballos. Sus protegidos, el director Malcolm Sargent y el violinista Yehudi Menuhin, recordaron los ensayos con Elgar en los que rápidamente se convencía de que todo estaba bien y luego se iba a las carreras. En su juventud, Elgar había sido un ciclista entusiasta y compró bicicletas Sunbeam Royal para él y su esposa en 1903 (a la que llamó su «Mr. Phoebus»). Como viudo de edad avanzada, disfrutaba dando paseos por el campo con su chófer. En 1923, realizó un viaje a Sudamérica, viajando hasta el río Amazonas. Apenas se conservan datos sobre los eventos que tuvieron lugar durante el viaje, lo que dio al novelista histórico James Hamilton-Paterson margen de maniobra cuando escribió Gerontius, un relato ficticio del viaje.
Después de la muerte de Alice, Elgar vendió la casa de Hampstead y después de vivir un corto tiempo en un piso en St James's, en el corazón de Londres, se trasladó de nuevo a Worcestershire, a la aldea de Kempsey, donde vivió desde 1923 hasta 1927. Durante esos años, no abandonó por completo la composición. Hizo grandes arreglos sinfónicos de obras de Bach y Händel y escribió su Empire March y ocho canciones Empire para la British Empire Exhibition de 1924. Poco después de que se publicaran, fue nombrado Maestro de música real (Master of the King's Music) el 13 de mayo de 1924, tras la muerte de Walter Parratt.

### Grabaciones de sus obras
A partir de 1926, Elgar hizo una serie de grabaciones de sus propias obras. Elgar fue descrito por el editor musical Philip Robert como «el primer compositor que se tomó el gramófono en serio». Desde 1914 había grabado gran parte de su música siguiendo los primeros procesos de grabaciones acústicas con His Master's Voice (HMV). Pero la introducción de micrófonos eléctricos en 1925 transformó el gramófono de una novedad en un medio real para la reproducción de música orquestal y coral. Elgar fue el primer compositor que sacó el máximo provecho de este avance tecnológico. Fred Gaisberg de HMV, que produjo grabaciones de Elgar, estableció una serie de sesiones para grabar en disco interpretaciones del compositor de sus obras orquestales más importantes, incluyendo las Variaciones Enigma, Falstaff, la sinfonías primera y segunda y los conciertos para violonchelo y para violín. En la mayoría de ellas, la orquesta que las interpretó fue la Orquesta Sinfónica de Londres, pero en las Variaciones actuó la Royal Albert Hall Orchestra. Más adelante en la serie de grabaciones, Elgar también dirigió dos orquestas de reciente creación, la Orquesta Sinfónica de la BBC de Adrian Boult y la Orquesta Filarmónica de Londres de Thomas Beecham.

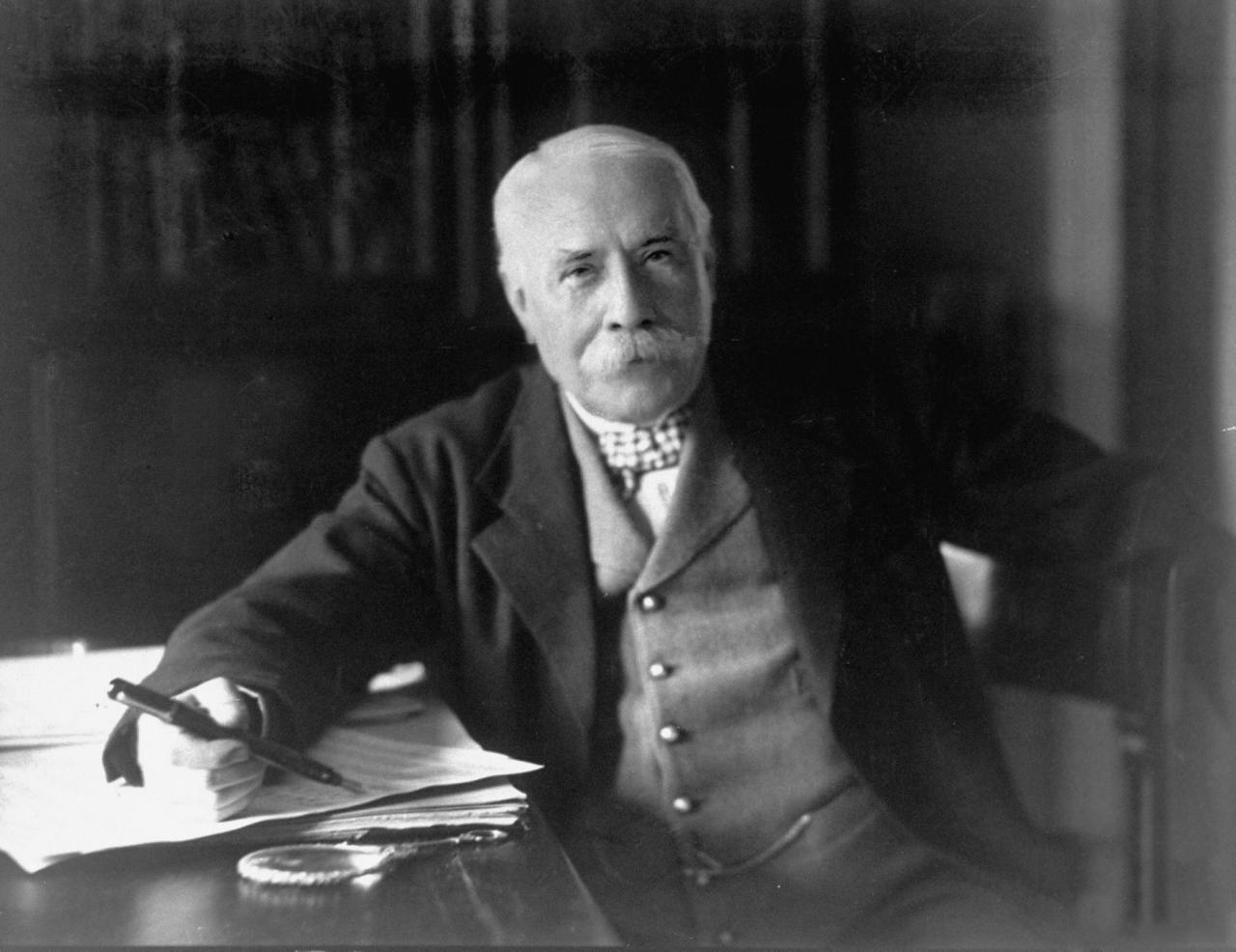
Edward Elgar en 1931.

HMV y RCA Victor pusieron a la venta las grabaciones de Elgar en formato 78 RPM. Después de la Segunda Guerra Mundial, la grabación de 1932 del Concierto para violín con el adolescente Menuhin como solista seguía estando disponible en dicho formato y más tarde en LP, pero el resto de grabaciones estuvieron fuera de catálogo durante algunos años. Cuando fueron reeditadas por EMI en LP en la década de 1970, estas causaron sorpresa a muchos por sus rápidos tempi, a diferencia de las velocidades más lentas adoptadas por muchos directores en los años transcurridos desde la muerte de Elgar. Las grabaciones han sido posteriormente publicadas en CD y fueron reeditadas en la década de 1990.
En noviembre de 1931, Pathé filmó a Elgar para un documental que muestra una sesión de grabación de la primera marcha de Pompa y circunstancia en la apertura de los Abbey Road Studios de EMI en Londres. Se cree que es el único documento de cine sonoro superviviente de Elgar, que hace un breve comentario antes de dirigir a la Orquesta Sinfónica de Londres, pidiendo a los músicos «interpretar esta melodía como si nunca la hubieran escuchado antes». Una de las últimas piezas de Elgar, Nursery Suite, fue interpretada por primera vez en los estudios Abbey Road, y fue así uno de los primeros ejemplos de un estreno en un estudio. Para esta obra, dedicada a la esposa e hijas del duque de York (Elizabeth Bowes-Lyon, Isabel y Margarita), Elgar, una vez más, se inspiró en sus bocetos de juventud.

### Último año

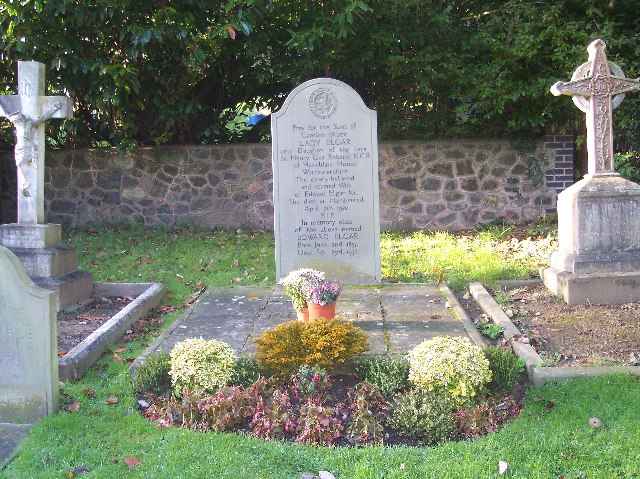
Tumba de Edward Elgar y su esposa Alice en la iglesia católica de San Wulstan en Little Malvern (Worcestershire, Inglaterra).

En su último año de vida, Elgar experimentó un renacimiento musical. La BBC organizó un festival de sus obras para celebrar su 75 cumpleaños, en 1932. Viajó a París en 1933 para dirigir el Concierto para violín de Menuhin. Durante su estancia en Francia, visitó a su amigo Frederick Delius en su casa en Grez-sur-Loing. Era buscado por los músicos más jóvenes como Adrian Boult, Malcolm Sargent y John Barbirolli, quien defendió su música cuando no estaba de moda. Comenzó a trabajar en una ópera, The Spanish Lady (La dama española), y aceptó un encargo de la BBC para componer una Tercera sinfonía. Sin embargo, su enfermedad terminal impidió que las completara. Se preocupó por las obras sin terminar y le pidió a Reed que se asegurara de que nadie «jugara» con los bocetos e intentara completar la sinfonía, pero en otras ocasiones, dijo, «si no puedo completar la Tercera sinfonía, alguien la completará (o escribirá una mejor)». Después de la muerte de Elgar, Percy M. Young, en colaboración con la BBC y Carice Elgar, produjo una versión de The Spanish Lady, que se publicó el CD. En 1998, el compositor Anthony Payne completó la partitura de la Tercera sinfonía a partir de los bocetos de Elgar.
El 8 de octubre de 1933, durante una operación, le descubrieron un cáncer intestinal no susceptible de curación. Elgar falleció el 23 de febrero de 1934 a los 76 años de edad y fue enterrado junto a su esposa Alice en la iglesia católica de San Wulstan en Little Malvern (Worcestershire). En el transcurso de cuatro meses también murieron otros dos grandes compositores ingleses: Gustav Holst y Frederick Delius, por lo que ese año fue conocido como el «annus horribilis» de la música inglesa.

## Producción musical
El legado musical de Elgar es principalmente orquestal, pero también escribió para solistas y para grupos instrumentales. Su única obra para banda, The Severn Suite, luego arreglada por él mismo para orquesta, permanece como un elemento importante en el repertorio de los metales. Sus arreglos han sido ocasionalmente interpretados en órgano como la «segunda sonata para órgano». La primera sonata –muy anterior (1895)– fue escrita específicamente para órgano en un estilo orquestal, y todavía es interpretada como parte del repertorio romántico inglés para órgano.

### Influencias, antecedentes y primeras obras

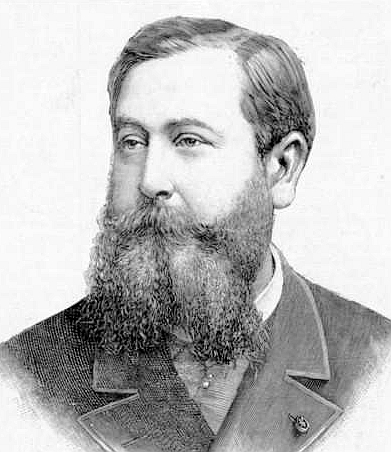
El estilo individual de la orquestación de Elgar tiene una gran influencia principalmente en las obras de Delibes, cuya música Elgar interpretó y dirigió en Worcester y admiraba mucho.

Elgar desdeñaba la música folclórica y tenía poco interés o respeto por los primeros compositores ingleses, denominado a William Byrd y sus contemporáneos «piezas de museo». De los compositores ingleses posteriores, consideraba a Henry Purcell como el más grande y afirmó que los escritos de Hubert Parry le habían servido de mucho para aprender mucho su propia técnica. Los compositores continentales que más lo influyeron fueron Händel, Dvořák y, en cierto grado, Brahms. En el cromatismo de Elgar es evidente la influencia de Wagner, pero el estilo individual de su orquestación le debe mucho a la claridad de los compositores franceses del siglo XIX d. C., Berlioz, Massenet, Saint-Saëns y, sobre todo, Delibes (entre otros), cuya música Elgar interpretó y dirigió en Worcester y admiraba mucho.
Elgar comenzó a componer cuando todavía era un niño y durante toda su vida se basó en sus primeros cuadernos de bocetos para sus temas e inspiración. Durante toda su vida mantuvo el hábito de montaje de sus composiciones, incluso las de gran escala, a partir de trozos de temas anotados al azar. Sus primeras obras de adulto incluyen piezas de violín y piano, música para quinteto de viento que interpretó junto a su hermano entre 1878 y 1881, y música de diversos tipos para la banda del asilo Powick. Diana McVeagh, en el Grove Dictionary of Music and Musicians, encuentra muchos toques embrionarios de Elgar en estas piezas, pero pocas de ellas se interpretan regularmente, con excepción de Salut d'Amour y algunos de los bocetos de su infancia, como el arreglo que realizó décadas más tarde, las suites La varita de la juventud. Su única obra destacada en su primera etapa en Londres entre 1889 y 1891, la obertura Froissart, era una pieza romántica vigorosa, con influencia de Mendelssohn y Wagner, aunque ya mostraba las características elgarianas. Las obras orquestales compuestas durante los años siguientes en Worcestershire incluyen la Serenata para cuerdas y Tres danzas bávaras. En este período y más tarde, Elgar escribió canciones y partsongs. Reed expresó sus reservas sobre estas piezas, pero elogió el partsong The Snow (La nieve), para voces femeninas, y Sea Pictures, un ciclo de cinco canciones para contralto y orquesta, que permanece en el repertorio.
Las principales primeras obras a gran escala de Elgar para coro y orquesta fueron para el Three Choirs y otros festivales. Estas fueron The Black Knight (El caballero negro), King Olaf (El rey Olaf), The Light of Life (La luz de la vida), The Banner of St George (La bandera de San Jorge) y Caractacus (Carataco). También escribió un Te Deum y Benedictus para el Festival de Hereford. De ellas, McVeagh comenta favorablemente la orquestación y un uso innovador de los leitmotivs, pero habla de manera menos elogiosa de las cualidades de los textos elegidos y la irregularidad de su inspiración. McVeagh señala que, debido a que estas obras de la década de 1890 fueron durante muchos años poco conocidas e interpretadas con poca frecuencia, la maestría de su primer gran éxito, las Variaciones Enigma, parecía ser una transformación repentina de la mediocridad al genio, pero de hecho, sus habilidades orquestales se habían ido desarrollando a lo largo de la década.

### Años de mayor creatividad (1899-1920)

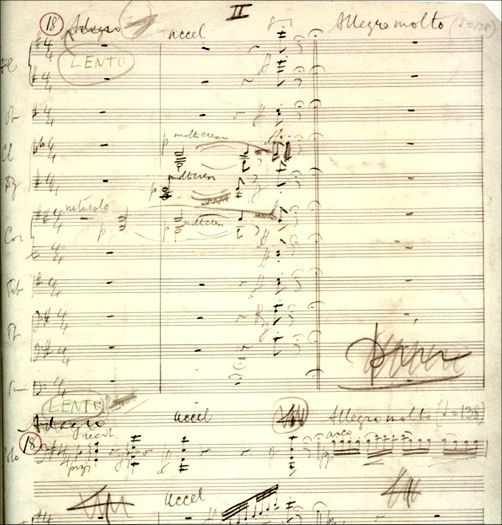
Fragmento del manuscrito de la apertura del segundo movimiento del Concierto para violonchelo.

Elgar compuso sus obras más conocidas entre los años 1899 y 1920. La mayoría de ellas son orquestales. Reed escribió: «El genio de Elgar alcanzó su mayor altura en sus obras orquestales» y citó al compositor para decir que, incluso en sus oratorios, la parte orquestal es la más importante. El nombre de Elgar se dio a conocer a nivel nacional gracias a las Variaciones Enigma. La forma de las variaciones fue ideal para él en esa etapa de su carrera, cuando su dominio de la orquestación todavía contrastaba con su tendencia a escribir melodías de frases cortas, y en ocasiones, rígidas. Su siguiente obra orquestal, Cockaigne (In London Town), un concierto-obertura (1900-1901), las dos primeras marchas Pompa y circunstancia (1901), y Dream Children (1902), fueron todas cortas. La más larga de ellas, Cockaigne, dura menos de quince minutos. In the South (Alassio) (1903-1904), aunque designada por Elgar como un concierto-obertura, es, según Kennedy, realmente un poema sinfónico y la pieza continua más larga de composición puramente orquestal que Elgar había realizado; lo escribió tras desistir de un primer intento de componer una sinfonía. La obra pone de manifiesto su continuo progreso en la escritura de temas sostenidos y líneas orquestales, aunque algunos críticos, incluyendo a Kennedy, encuentran que en la parte media la «inspiración de Elgar, como la llama de una vela, brilla un poco menos que en su punto de mayor apogeo». En 1905, Elgar completó Introducción y Allegro para cuerdas. Esta obra se basa, a diferencia de muchas de las escritas anteriormente por el compositor, no en una profusión de temas sino solo en tres. Kennedy la calificó como una «composición magistral, sólo igualada entre las obras inglesas para cuerdas por Fantasía sobre un tema de Thomas Tallis de Vaughan Williams». Sin embargo, con menos de un cuarto de hora de duración, no respondía a los estándares contemporáneos de una composición muy larga. La Séptima sinfonía de Gustav Mahler, compuesta en la misma época, tiene una duración de más de una hora.
Durante los siguientes cuatro años Elgar compuso tres piezas de concierto, que, aunque más cortas que obras similares de algunos de sus contemporáneos europeos, se encuentran entre las obras más importantes de los compositores ingleses. Estas fueron su Primera sinfonía, el Concierto para violín y la Segunda sinfonía, que duran entre cuarenta y cinco minutos y una hora. McVeagh afirma de las sinfonías que «están situadas en el rango más alto, no sólo en la producción de Elgar, sino también en la historia musical inglesa. Todas ellas son largas y poderosas, sin programas publicados, sólo sugerencias y citas para indicar algún drama interior del que derivan su vitalidad y elocuencia. Se basan en la forma clásica, pero difieren de ella en la medida en que [...] se las consideraba extensas y débilmente construidas por algunos críticos. Ciertamente, la invención en ellas es abundante; cada sinfonía necesitaría varias docenas de ejemplos musicales para trazar su progreso».

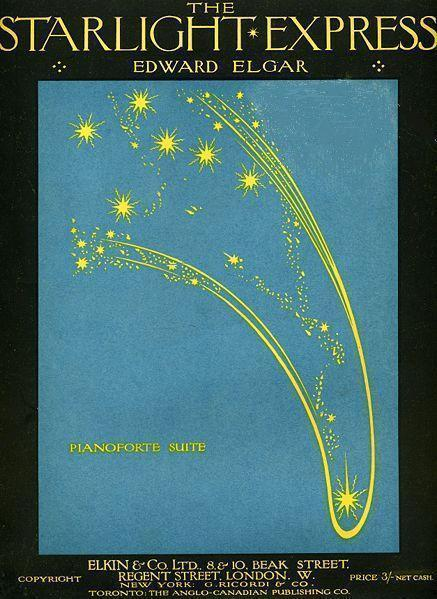
Portada de 1916 de The Starlight Express.

En opinión de Kennedy, el Concierto para violín y el Concierto para violonchelo de Elgar «se sitúa no sólo entre sus mejores obras, sino también entre las más grandes de su clase». Son muy diferentes entre sí. El Concierto para violín, compuesto en 1909 cuando Elgar alcanzó a la cúspide de su popularidad y escrito para su instrumento más querido, es lírico, rapsódico y brillante por momentos. El Concierto para violonchelo, compuesto una década más tarde, inmediatamente después de la Primera Guerra Mundial, parece, en palabras de Kennedy, «que pertenece a otra época, otro mundo [...] la más simple de todas las grandes obras de Elgar [...] también la menos grandilocuente». Entre los dos conciertos Elgar compuso el estudio sinfónico Falstaff, con opiniones divididas incluso entre los más fuertes admiradores del compositor. Donald Tovey lo ve como «una de las cosas inmensamente más grandes en la música», con poder «idéntico a la [obra] de Shakespeare», mientras que Kennedy critica la obra por ser «demasiado frecuente la dependencia de las secuencias» y una descripción idealizada en exceso de los personajes femeninos. Reed cree que los temas principales muestran una menor diferencia que en algunas de las obras anteriores. El propio compositor creía que Falstaff era el punto culminante de su obra puramente orquestal.
Las grandes obras para voces y orquesta de los veintiún años del período medio de Elgar son tres grandes obras para solistas, coro y orquesta: El sueño de Geronte (1900), los oratorios Los Apóstoles (1903) y El reino (1906), y dos odas más cortas, la Oda a la coronación (1902) y The Music Makers (1912). La primera de las odas, como una pièce d'occasion, rara vez ha sido revivida después de su éxito inicial, con la prominencia de «Land of Hope and Glory». La segunda es, para Elgar, inusual, ya que contiene varias citas de sus obras anteriores, de la misma forma que Richard Strauss se cita a sí mismo en Una vida de héroe. Las obras corales tuvieron éxito. La primera, El sueño de Geronte, fue y sigue siendo la más apreciada e interpretada. En el manuscrito, Elgar escribió, citando a John Ruskin, «Esto es lo mejor de mí. En cuanto al resto, comí, y bebí, y dormí, amé y odié, como cualquier otro. Mi vida fue como un vapor, y ya no es; pero vi y conocí esto; si algo mío merece la pena que recuerdes, es esto». Las tres obras a gran escala siguen el modelo tradicional con secciones para solistas, coro y ambos juntos. La orquestación distintiva de Elgar, así como su inspiración melódica, las eleva a un nivel más alto que la mayoría de obras de sus predecesores británicos.
Otras de sus obras del periodo intermedio incluyen música incidental para Diarmuid and Grania (1901), una obra de teatro de George Moore y William Butler Yeats, y para The Starlight Express (1916), una obra basada en un cuento de Algernon Blackwood. De la primera, Yeats calificó esta música de Elgar como «admirable en su melancolía heroica». Elgar también escribió una serie de canciones durante su período de apogeo, de la que Reed observa que «no se puede decir que enriqueciera el repertorio vocal en la misma medida como lo hizo con el de orquesta».

### Últimos años y obras póstumas
Después del Concierto para violonchelo, Elgar no completó más obras a gran escala. Hizo los arreglos de obras de Bach, Händel y Chopin con una orquestación claramente elgariana. Para Nursery Suite (1931) volvió a usar cuadernos de juventud. Sus otras composiciones de este período no tienen un lugar en el repertorio regular. Hubo un acuerdo general en que el impulso creativo de Elgar cesó con la muerte de su esposa, pero la elaboración de la Tercera sinfonía de Elgar por parte de Anthony Payne a partir de sus bocetos hizo reconsiderar esta suposición. Elgar dejó la partitura completa de la apertura de la sinfonía y dichas páginas, junto con otras, muestran que la orquestación de Elgar había cambiado notablemente desde la riqueza de sus obras anteriores a la guerra. The Gramophone describe la apertura de la nueva obra como algo «emocionante [...] inolvidablemente demacrada». Posteriormente, Payne también produjo una versión para ser representada de los bocetos para una sexta marcha de Pompa y circunstancia, que se estrenó en los Proms en agosto de 2006. El compositor Robert Walker elaboró los bocetos de Elgar para un concierto de piano que databa de 1913 y fue representado por primera vez en agosto de 1997 por el pianista David Owen Norris, con revisiones amplias de la realización desde entonces.

## Reputación

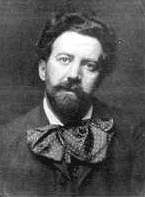
El director de orquesta Henry Wood fue uno de los defensores de la música de Elgar en la década de 1920.

Los puntos de vista acerca de la trascendencia de Elgar han variado en las décadas desde que su música alcanzó la fama a principios del siglo XX d. C.. Richard Strauss, como se ha señalado, elogió a Elgar como compositor progresista. Incluso en 1908, en The Observer, un crítico hostil, impresionado por el material temático de la Primera sinfonía,  calificó la orquestación como «magníficamente moderna». Hans Richter clasificó a Elgar como «el compositor moderno más grande» de cualquier país, y su compañero Arthur Nikisch consideró la Primera sinfonía como «una obra maestra de primer orden» para ser «justamente ubicada con los grandes modelos sinfónicos de Beethoven y Brahms». Por el contrario, el crítico Walter J. Turner, en la segunda mitad del siglo XX d. C., escribió sobre las «sinfonías del Ejército de Salvación» de Elgar y Herbert von Karajan llamó a las Variaciones Enigma «Brahms de segunda mano». La inmensa popularidad de Elgar no fue duradera. Tras el éxito de su Primera sinfonía y el Concierto para violín, su Segunda sinfonía y el Concierto para violonchelo fueron recibidos con cortesía pero sin el desmesurado entusiasmo anterior. Su música se identificaba en la mente del público con la era eduardiana y, después de la Primera Guerra Mundial, ya no parecía un compositor progresista o moderno. En la década de 1920, incluso la Primera sinfonía solo tuvo una única representación en Londres en más de tres años. Henry Wood y directores más jóvenes como Adrian Boult, Malcolm Sargent y John Barbirolli promovieron la música de Elgar, pero en los catálogos de grabación y los programas de conciertos de mediados del siglo sus obras estaban poco representadas.
En 1924, el experto musical Edward J. Dent ofendió a una parte de la opinión inglesa con un artículo para una revista de música alemana en el que identificaba las que consideraba cuatro características del estilo de Elgar: «demasiado emocional», «no del todo libre de vulgaridad», «pomposa» y «demasiado deliberadamente noble en la expresión». Este artículo fue reimpreso en 1930 y causó polémica. En los últimos años del siglo, hubo, en Gran Bretaña al menos, un resurgimiento del interés por su música; las peculiaridades que habían ofendido el gusto austero en los años de entreguerras se veían desde una perspectiva diferente. En 1955, el libro de referencia The Record Guide decía del fondo eduardiano durante el apogeo de la carrera de Elgar:

Boastful self-confidence, emotional vulgarity, material extravagance, a ruthless philistinism expressed in tasteless architecture and every kind of expensive yet hideous accessory: such features of a late phase of Imperial England are faithfully reflected in Elgar's larger works and are apt to prove indigestible today. But if it is difficult to overlook the bombastic, the sentimental, and the trivial elements in his music, the effort to do so should nevertheless be made, for the sake of the many inspired pages, the power and eloquence and lofty pathos, of Elgar's best work. [...] Anyone who doubts the fact of Elgar's genius should take the first opportunity of hearing The Dream of Gerontius, which remains his masterpiece, as it is his largest and perhaps most deeply felt work; the symphonic study, Falstaff; the Introduction and Allegro for Strings; the Enigma Variations; and the Violoncello Concerto.
Jactanciosa confianza en sí mismo, vulgaridad emocional, extravagancia material, una despiadada falta de respeto a la cultura expresada en la arquitectura de mal gusto y todo tipo de caros aunque horribles accesorios: tales características de una fase tardía de la Inglaterra imperial se ven fielmente reflejadas en las grandes obras de Elgar y tienden a ser indigestas hoy en día. Pero aun si es difícil pasar por alto los rimbombantes, sentimentales y triviales elementos en su música, se debe hacer el esfuerzo, por el bien de las numerosas páginas inspiradas, el poder y elocuencia y elevada emoción de la mejor obra de Elgar. [...] Cualquiera que dude de la genialidad de Elgar debe tomar la primera oportunidad de escuchar El sueño de Geronte, que sigue siendo su obra maestra, ya que es su obra más extensa y tal vez más íntima; el estudio sinfónico Falstaff; la Introducción y Allegro para cuerdas; las Variaciones Enigma y el Concierto para violonchelo.

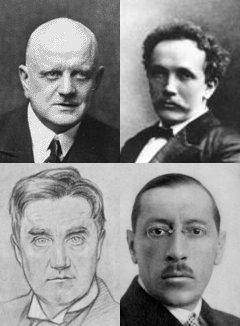
Entre los compositores que admiraron a Elgar se encontraban (de arriba abajo y de izquierda a derecha) Jean Sibelius, Richard Strauss, Ralph Vaughan Williams e Ígor Stravinski.

Hacia la década de 1960, se dio una visión menos severa de la época eduardiana. En 1966, el crítico Frank Howes escribió que Elgar reflejaba el último resplandor de opulencia, expansión y apasionamiento, antes de que la Primera Guerra Mundial lo barriera. En opinión de Howes, había un toque de vulgaridad, tanto en la época como en la música de Elgar, aunque «un compositor tiene derecho a ser juzgado por lo mejor de su obra en la posteridad. [...] Elgar es históricamente importante por dar a la música inglesa un sentido de la orquesta, por expresar lo que se sentía al vivir en la época eduardiana, por conferir al mundo por lo menos cuatro obras maestras sin reservas y, por lo tanto, la restauración de Inglaterra como reconocida nación musical».
En 1967, el crítico y analista David Cox examinó la cuestión de la supuesta «anglicidad» de la música de Elgar. Cox señaló que a Elgar no le gustaban sus canciones populares y nunca las utilizó en sus obras, optando por un lenguaje que era esencialmente alemán, fermentado por una ligereza derivada de compositores franceses como Berlioz y Charles Gounod. Cox se pregunta cómo podría ser considerado Elgar como «el más inglés de los compositores ingleses». Encontró la respuesta en la personalidad de Elgar, que «podía utilizar los idiomas extranjeros para hacer de ellos una forma vital de expresión que fuera suya y sólo suya. Y la personalidad que se percibe a través de la música es inglesa». El mismo argumento de que Elgar transmutaba sus influencias ya había sido abordado con anterioridad. En 1930, The Times escribió: «Cuando se estrenó la Primera sinfonía de Elgar, alguien trató de demostrar que su melodía principal de la que todo depende era como la del tema del Grial en Parsifal [...]pero fue en vano porque todos los demás, incluyendo a aquellos a los que no les gustaba la melodía, inmediatamente la reconocieron como típicamente elgariana, mientras que el tema del Grial es típicamente wagneriano». En cuanto a la anglicidad de Elgar, sus compañeros compositores la reconocieron: Richard Strauss e Ígor Stravinski hicieron especial referencia a ella y Jean Sibelius denominó al compositor, «la personificación del verdadero carácter inglés en la música [...] una personalidad noble y un aristócrata nato».
Entre los admiradores de Elgar no hay acuerdo sobre cuáles de sus obras deben ser consideradas como obras maestras. Por lo general, las Variaciones Enigma se cuentan entre ellas. El sueño de Geronte también ha recibido grandes elogios por parte de los elgarianos y el Concierto para violonchelo tiene una apreciación similar. Muchos califican el Concierto para violín con un grado igualmente alto, pero otros, no: Sackville-West lo omite de la lista de obras maestras de Elgar en The Record Guide, y en un largo artículo analítico en The Musical Quarterly, Daniel Gregory Mason criticó el primer movimiento del concierto por ser «una especie de canto sin canción [...] tan letal para el ritmo de la música noble como en la poesía». Falstaff también divide a la opinión. Nunca ha sido un gran favorito popular y Kennedy y Reed encontraron deficiencias en la obra. Por el contrario, en 1957, en un simposio de The Musical Times dirigido por Vaughan Williams con ocasión del centenario de Elgar, varios contribuyentes compartieron el punto de vista de Eric Blom de que Falstaff es la más grande de todas las obras de Elgar.
Las dos sinfonías causan desacuerdos incluso de manera más marcada. Mason evalúa a la Segunda de forma negativa por su «esquema rítmico "sobreevidente"», pero denomina a la Primera una «obra maestra de Elgar. [...] Es difícil ver cómo cualquier estudiante sincero puede negar la grandeza de esta sinfonía». Sin embargo, en el simposio del centenario de 1957, varios destacados admiradores de Elgar expresaron reservas sobre una o ambas sinfonías. En ese mismo año, Roger Fiske escribió en The Gramophone, «por alguna razón, muy pocas personas tienen una buena opinión de ambas sinfonías de Elgar por igual; cada una tiene sus defensores, los acuales, con frecuencia, manifiestan poco más que aburrimiento por la obra rival». El crítico John Warrack escribió: «no hay páginas más tristes en la literatura sinfónica que el cierre del «Adagio» de la Primera sinfonía, como las trompas y trombones que entonan dos veces suavemente una frase de dolor total», mientras que para Michael Kennedy, el movimiento se caracteriza por su carencia de deseo angustioso y desasosiego.
A pesar de que la evaluación crítica de las diversas obras ha fluctuado con los años, las principales obras de Elgar, en conjunto, han gozado en el siglo XXI d. C. una fuerte recuperación tras su olvido en la década de 1950. The Record Guide en el año 1955 enumeraba una sola grabación disponible de la Primera sinfonía, ninguna de la Segunda, una del Concierto para violín, dos del Concierto para violonchelo, dos de las Variaciones Enigma, una de Falstaff y ninguna de El sueño de Geronte. Desde entonces, ha habido varias grabaciones de todas las grandes obras. Se han realizado más de treinta grabaciones de la Primera sinfonía desde 1955, por ejemplo, y más de una docena de El sueño de Geronte. Del mismo modo, las salas de conciertos programaron obras de Elgar con mayor frecuencia.

## Honores, premios y conmemoraciones

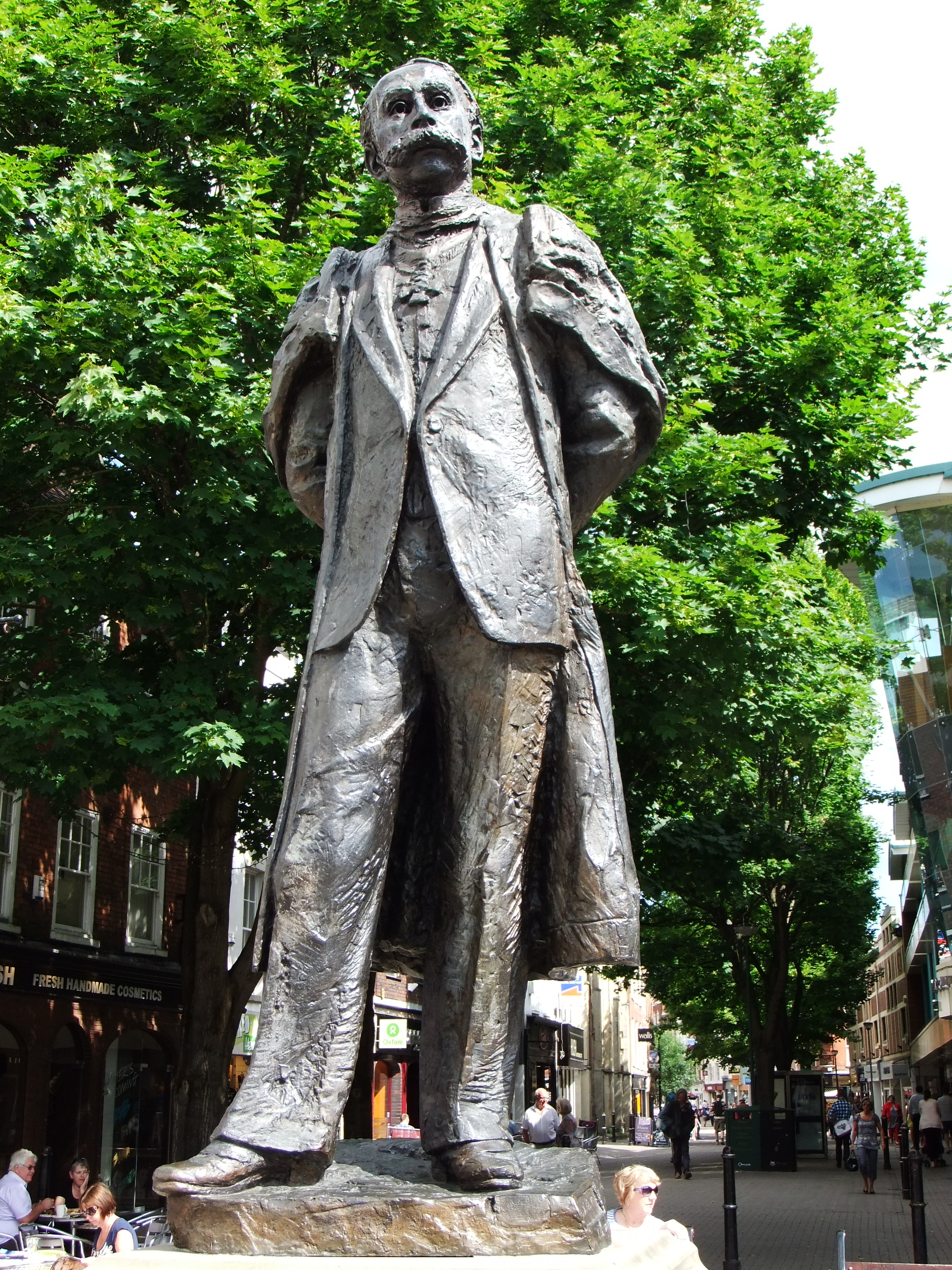
Estatua de Edward Elgar en Worcester.

Elgar fue nombrado caballero en 1904 y, en 1911, miembro de la Orden del Mérito. En 1920 recibió la cruz de comendador de la Orden de la Corona de Bélgica. En 1924 fue nombrado Maestro de música real, al año siguiente recibió la Medalla de Oro de la Royal Philharmonic Society y en 1928 fue nombrado caballero comendador de la Real Orden Victoriana (KCVO). Entre 1900 y 1931, Elgar recibió títulos honoríficos de las universidades de Cambridge, Durham, Leeds, Oxford, Yale, Aberdeen, Pittsburgh, Birmingham y Londres. Entre las academias extranjeras de las que fue nombrado miembro se encontraban la Academia Nacional de Santa Cecilia (Roma), la Accademia del Reale Istituto Musicale de Florencia; la Academia de Bellas Artes de París, el Instituto de Francia y la Academia Estadounidense de las Artes y las Ciencias. En 1931 fue nombrado baronet, de Broadheath en el condado de Worcester. En 1933 fue nombrado caballero gran cruz de la Real Orden Victoriana. En palabras de Kennedy, se «promocionó de manera desvergonzada» para un título de nobleza, pero en vano.
La casa en Lower Broadheath donde nació Elgar se convirtió en el Elgar Birthplace Museum, un museo dedicado a su vida y obra. Su hija, Carice, ayudó a fundarlo en 1936 y legó gran parte de su colección de cartas de su padre y documentos tras su muerte en 1970. Carice dejó manuscritos de Elgar a diversos colegios musicales: The Black Knight al Trinity College of Music, King Olaf a la Royal Academy of Music, The Music Makers a la Universidad de Birmingham, el Concierto para violonchelo a la Royal College of Music, El reino a la Biblioteca Bodleiana; y otros manuscritos a la Biblioteca Británica. En 1951, se formó la Sociedad Elgar, dedicada al compositor y sus obras. Las Colecciones Especiales de la Universidad de Birmingham contienen un archivo de cartas escritas por Elgar.

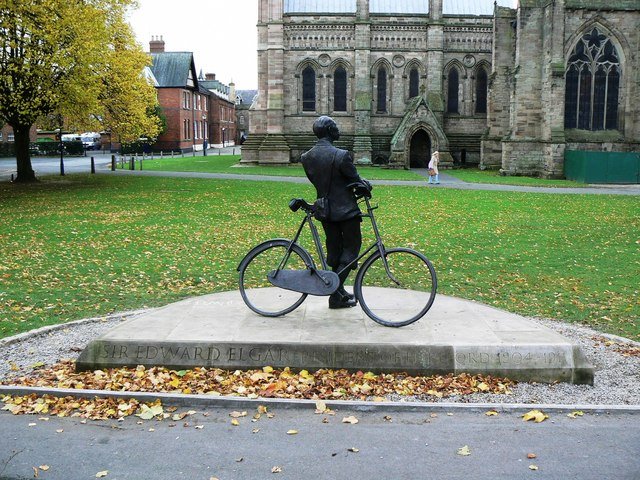
Estatua de Elgar en Hereford, frente a la catedral.

La estatua de Elgar al final de High Street en Worcester se encuentra frente a la catedral, a solo unos metros de donde su padre tenía el negocio de música. Otra estatua del compositor realizada por Rose Garrard está en la parte superior de Church Street en Malvern (Worcestershire), con vistas a la ciudad y ofrece a los visitantes la oportunidad de estar al lado del compositor a la sombra de las colinas que tan a menudo recordaba. En septiembre de 2005, se erigió una tercera estatua esculpida por Jemma Pearson cerca de la catedral de Hereford, en honor de sus muchas asociaciones musicales y de otro tipo con esa ciudad. Representa a Elgar con su bicicleta. Desde 1999 hasta principios de 2007, los nuevos billetes del Banco de Inglaterra de veinte libras mostraban un retrato de Elgar. La eliminación de su imagen generó controversia, sobre todo porque 2007 era el 150 aniversario del nacimiento de Elgar. A partir de 2007 los billetes con la imagen de Elgar fueron eliminados, dejando de ser moneda de curso legal el 30 de junio de 2010.
En Reino Unido existen sesenta y cinco calles llamadas Elgar, incluyendo seis en los condados de Herefordshire y Worcestershire. Entre ellas había once Avenidas Elgar, incluyendo una en Malvern y otra cerca de la casa donde vivió Elgar, Plâs Gwyn en Hereford. También llevan su nombre una calle en North Springfield (Virginia) y una calle principal en Box Hill, un barrio de Melbourne. Hay tres locomotoras nombradas en su honor. La primera «Sir Edward Elgar» fue una locomotora clase Bulldog, número 3414; fue construida en 1906 y retirada de servicio en 1938. La segunda fue una locomotora clase Great Western Railway Castle de la serie 7000 de la posguerra. Construida en 1946 y retirada del servicio en 1964, le cambiaron su nombre original por el de «Sir Edward Elgar» en 1957. La tercera fue una locomotora Brush tipo 47 diésel, cuyas placas de identificación fueron especialmente acuñadas en el antiguo estilo de la Great Western Railway. El 25 de febrero de 1984, esta locomotora fue llamada oficialmente «Sir Edward Elgar» en la estación de Paddington de Londres por Simon Rattle, entonces director de la Orquesta Sinfónica de la Ciudad de Birmingham.

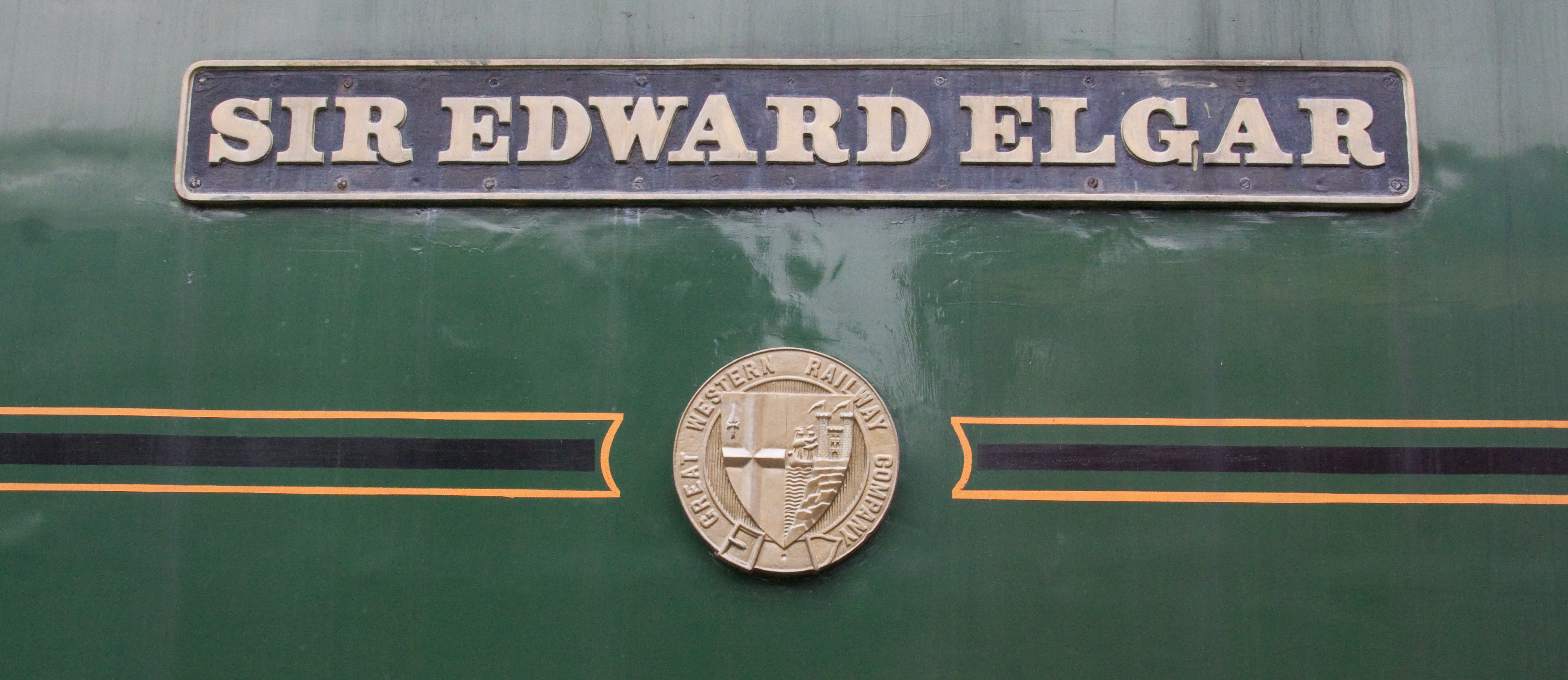
Placa de una locomotora tipo «D407-50007 Sir Edward Elgar».

La vida y obra de Elgar han inspirado obras literarias como la novela Gerontius y varias obras teatrales. Elgar's Rondo, una obra de teatro de 1993 de David Pownall representa a Jaeger fallecido, ofreciendo la opinión fantasmal del desarrollo musical del compositor. Pownall también escribió una obra de teatro para radio, Elgar's Third (1994); otro radioteatro con temática sobre Elgar es The Dorabella Variation (2003) de Alick Rowe. El capítulo «Penda's Fen» (1974) de la serie de la BBC Play for Today escrito por David Rudkin se ocupa de temas como el sexo y la adolescencia, el espionaje y el esnobismo, con música de Elgar de fondo, sobre todo El sueño de Geronte. En una escena, un fantasmal Elgar susurra el secreto de la melodía «Enigma» al joven personaje principal, con la orden de no revelarlo. Elgar on the Journey to Hanley (1979), una novela de Keith Alldritt, cuenta el apego del compositor por Dora Penny, posteriormente Powell, (representada como «Dorabella» en las Variaciones Enigma) y cubre los cincuenta años desde su primer encuentro a mediados de la década de 1890 hasta la génesis del Concierto para violín cuando, en la novela, Dora es sustituida en los afectos de Elgar por Alice Stuart-Wortley.
Una de las obras más conocidas que representa la vida del compositor es Elgar, película de Ken Russell de 1962 para la BBC, grabada cuando el compositor todavía estaba fuera de moda. Esta película de una hora de duración contradice la visión de Elgar como un compositor patriotero y grandilocuente y evocó el lado más pastoral y melancólico del personaje y su música.
El éxito Furious Angels, Clubbed to death de Rob Dougan, incluido en la banda sonora de la película Matrix (1999), está basado parcialmente en las Variaciones Enigma.